# Баллішаннон
Баллішаннон (англ. Ballyshannon; ірл. Béal Átha Seanaidh) — (мале) місто в Ірландії, знаходиться в графстві Донегол (провінція Ольстер).

## Демографія
Населення — 2 686 людей (за даними перепису 2006 року). В 2002 році населення складало 2 715 людей. При цьому, населення в межах міської межі (legal area) було 2 004, населення передмістя (environs) — 682. 
Дані перепису 2006 року:
| Загальні демографічні показники' |               |                           |                           |      |      |
| Усе населення                    | Усе населення | Зміни населення 2002-2006 | Зміни населення 2002-2006 | 2006 | 2006 |
| 2002                             | 2006          | люд.                      | %                         | чол. | жін. |
| 2 715                            | 2 686         | -29                       | -1,1                      | 1288 | 1398 |

У наведених нижче таблицях сума всіх відповідей (стовпець «сума»), як правило, менше загального населення населеного пункту (стовпець «2006»). 
| Релігія (Тема 2 — 5 : Кількість людей за релігіями, 2006) |             |              |             |            |       |       |
| Католики, люд.                                            | Католики, % | Інша релігія | Без релігії | не вказано | сума  | 2006  |
| 2 448                                                     | 91,1        | 125          | 69          | 44         | 2 686 | 2 686 |

| Етно-расовий склад (Етнічність. Тема 2 - 3 : Постійне населення за етнічним чи культурним походженням, 2006) |            |           |                          |        |      |            |       |       |
| Білі ірландці                                                                                                | Лухт-шулта | Інші білі | Негри або чорні ірландці | Азіати | Інші | не вказано | сума  | 2006  |
| 2 428 | 9          | 104       | 4                        | 30     | 18   | 55         | 2 648 | 2 686 |
| Частка від всіх відповівших на запитання, %                                                                  |            |           |                          |        |      |            |       |       |
| 91,7 | 0,3        | 3,9       | 0,2                      | 1,1    | 0,7  | 2,1        | 100   | 98,61 |

1 — частка відповівших на питання про мову від усього населення.
| Володіння ірландською мовою (Тема 3 — 1 : Кількість людей від 3-х років і старше за здатністю говорити ірландською мовою, 2006) |       |            |       |       |
| Чи володієте Ви ірландською мовою?                                                                                              |       |            |       |       |
| Так | Ні    | не вказано | сума  | 2006  |
| 976 | 1 540 | 72         | 2 588 | 2 686 |
| Частка від всіх відповівших на запитання про мову, %                                                                            |       |            |       |       |
| 37,7 | 59,5  | 2,8        | 100   | 96,41 |

1 — частка відповівших на питання про мову від усього населення.
| Використання ірландської мови (Тема 3 - 2 : Irish speakers aged 3 or over by frequency of speaking Irish, 2006) |                                                  |                                          |                                          |                                          |                                          |                                          |      |                                           |       |
| Як часто і де Ви розмовляєте ірландською?                                                                       |                                                  |                                          |                                          |                                          |                                          |                                          |      |                                           |       |
| щоденно, тільки в освітніх закладах                                                                             | щоденно, як в освітніх закладах, так і поза ними | в інших місцях (поза освітньою системою) | в інших місцях (поза освітньою системою) | в інших місцях (поза освітньою системою) | в інших місцях (поза освітньою системою) | в інших місцях (поза освітньою системою) | сума | усього, відповідавших на питання про мову | 2006  |
| щоденно, тільки в освітніх закладах                                                                             | щоденно, як в освітніх закладах, так і поза ними | щоденно                                  | кожен тиждень                            | рідше                                    | ніколи                                   | не вказано                               | сума | усього, відповідавших на питання про мову | 2006  |
| 252 | 8                                                | 29                                       | 66                                       | 382                                      | 221                                      | 18                                       | 976  | 2 588                                     | 2 686 |
| Частка від всіх відповівших на запитання про мову, %                                                            |                                                  |                                          |                                          |                                          |                                          |                                          |      |                                           |       |
| 9,7 | 0,3                                              | 1,1                                      | 2,6                                      | 14,8                                     | 8,5                                      | 0,7                                      | 37,7 | 100                                       |       |

| Типи приватних помешкань (Тема 6 - 1(a) : Кількість приватних домоволодінь за типом розміщення, 2006) |          |         |                  |            |      |       |
| Окремий будинок                                                                                       | Квартира | Кімната | Мобільні будинки | не вказано | сума | 2006  |
| 901                                                                                                   | 56       | 7       | 1                | 26         | 991  | 2 686 |

## Галерея

Баллішаннон
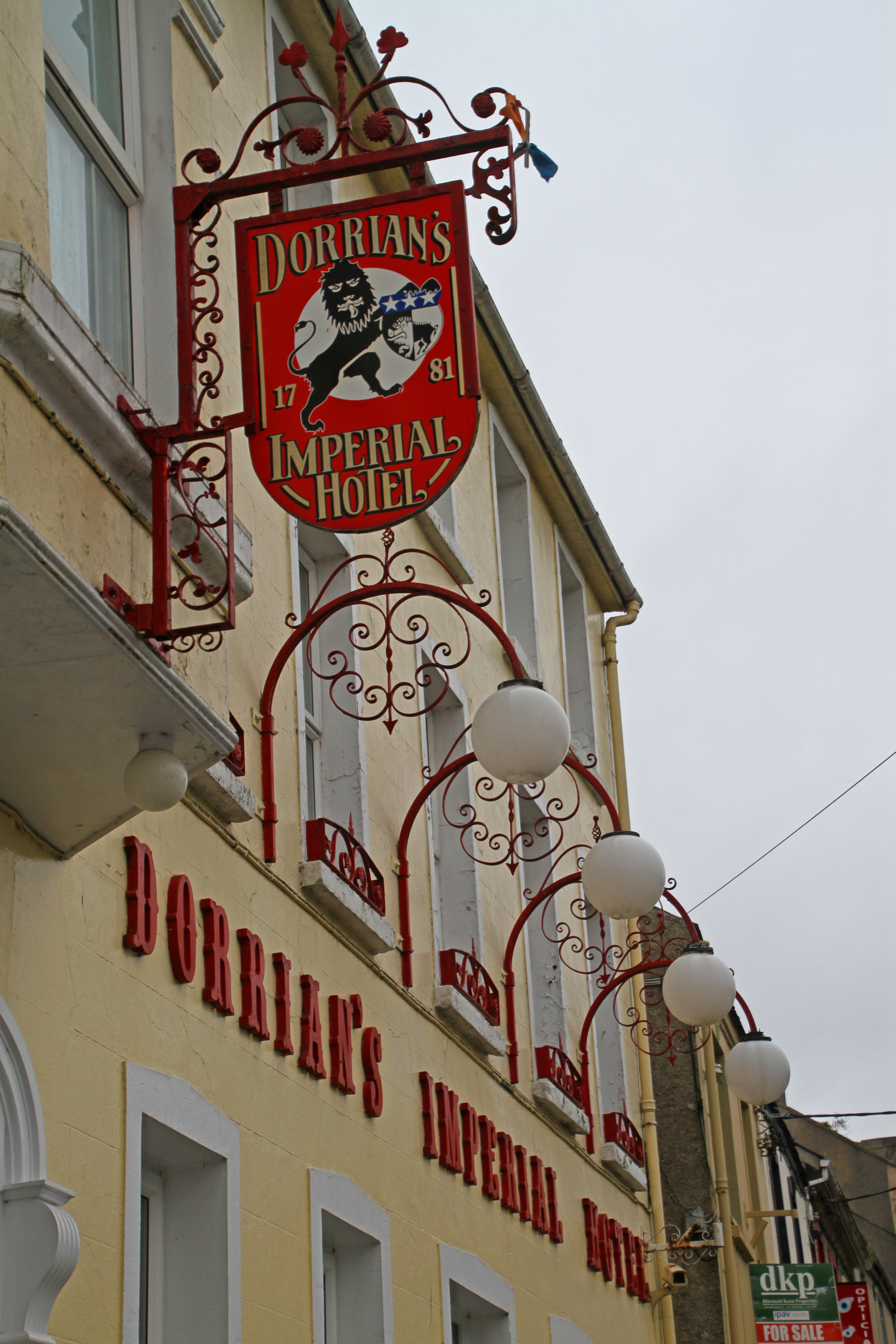
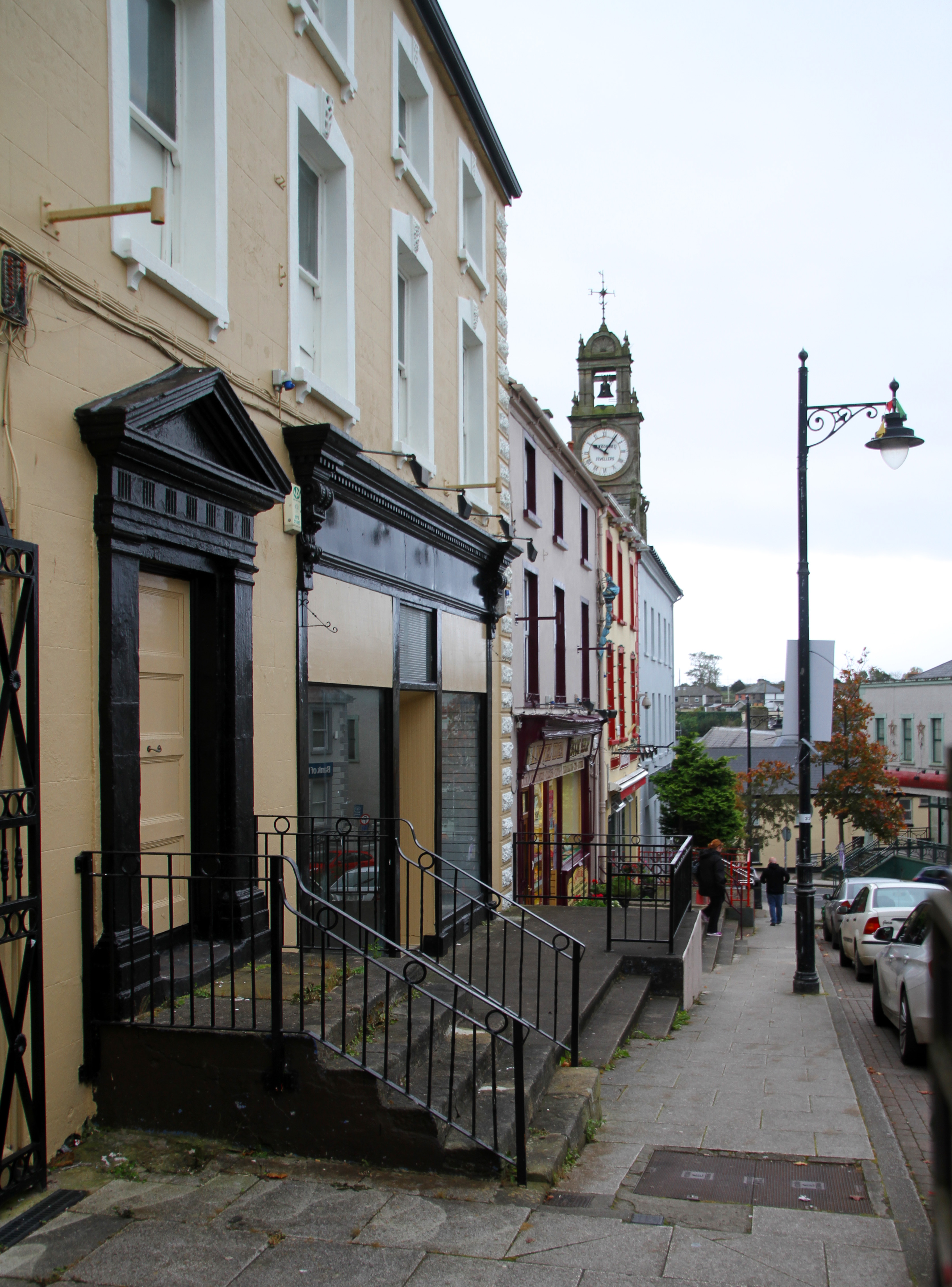
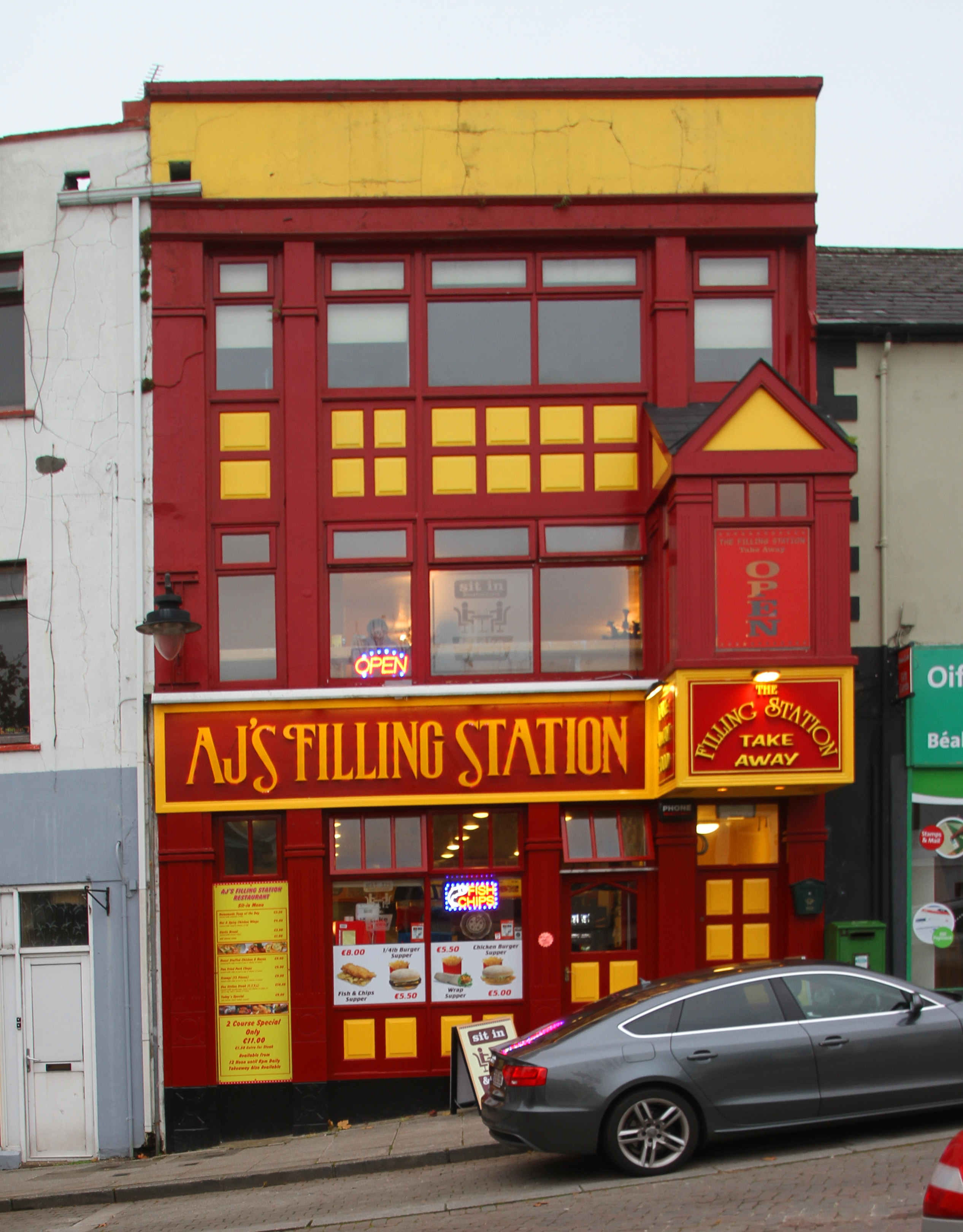
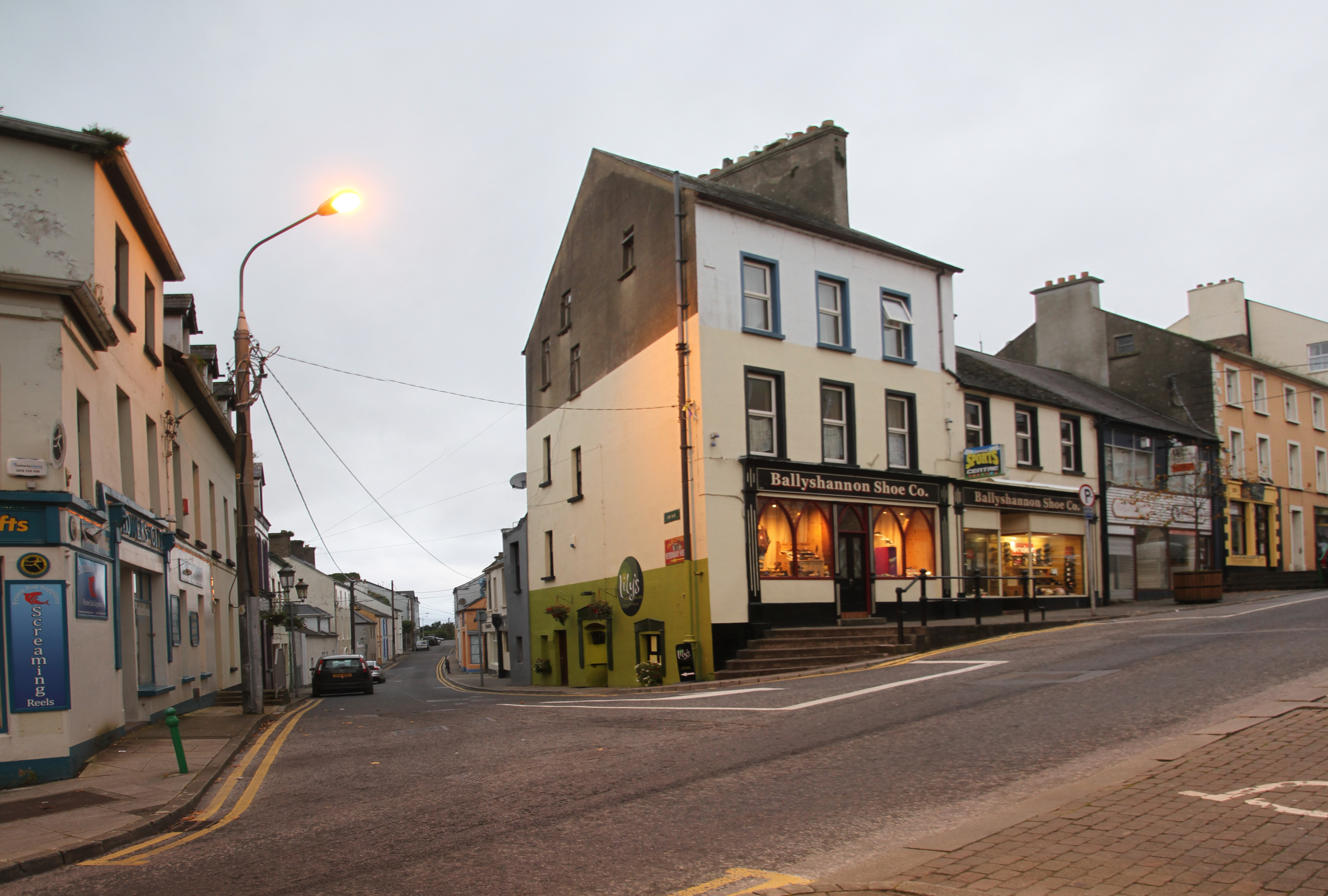
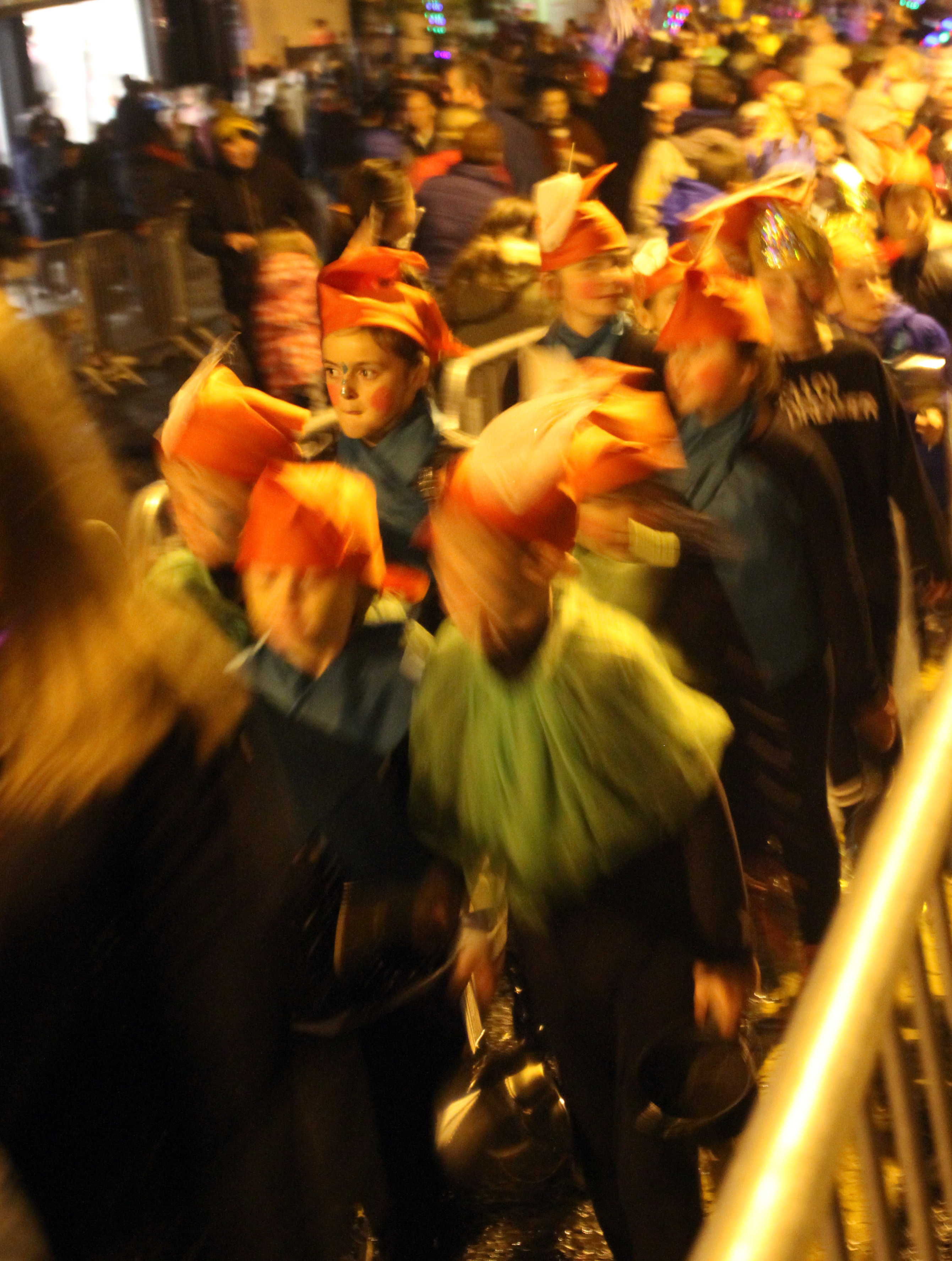
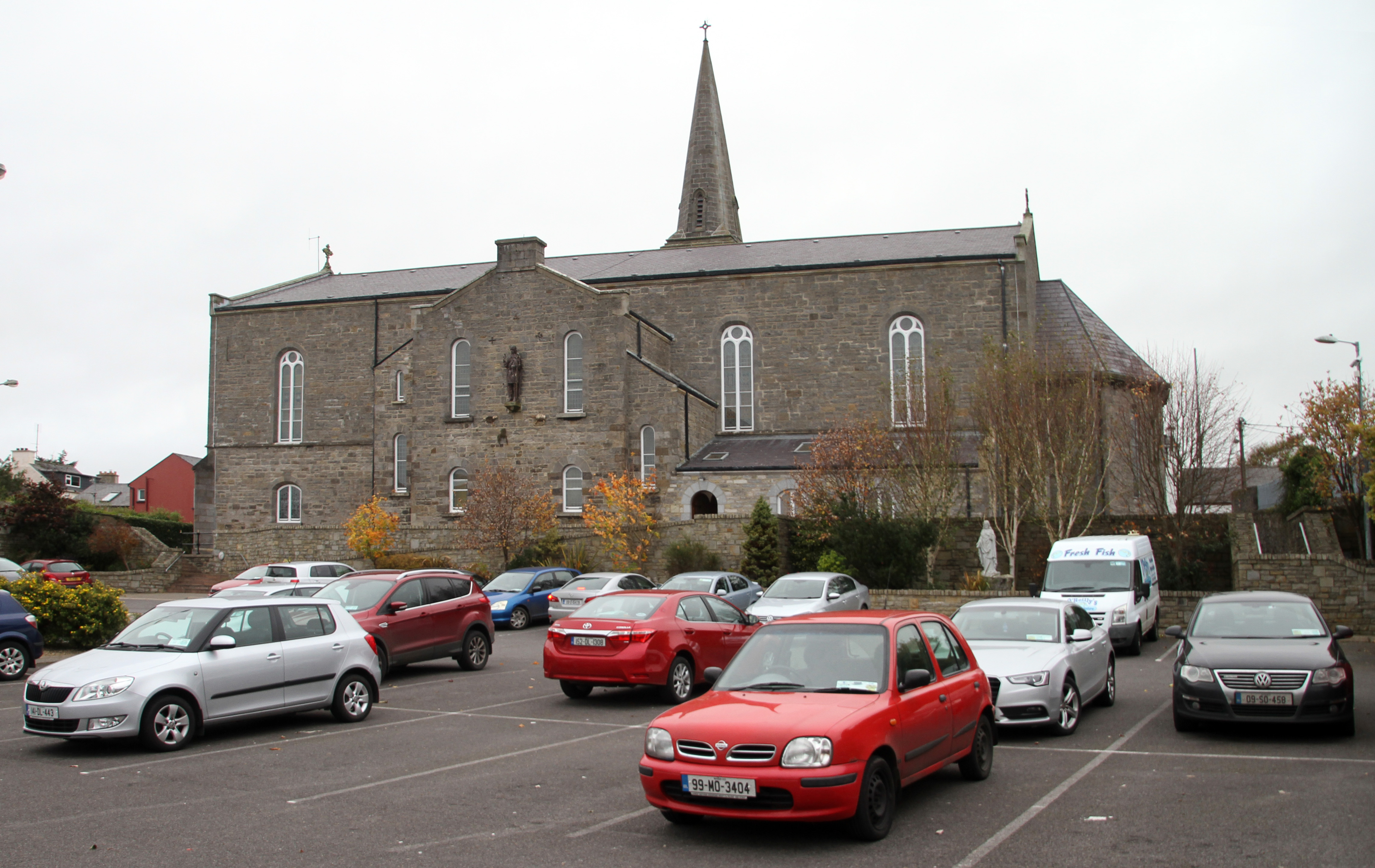
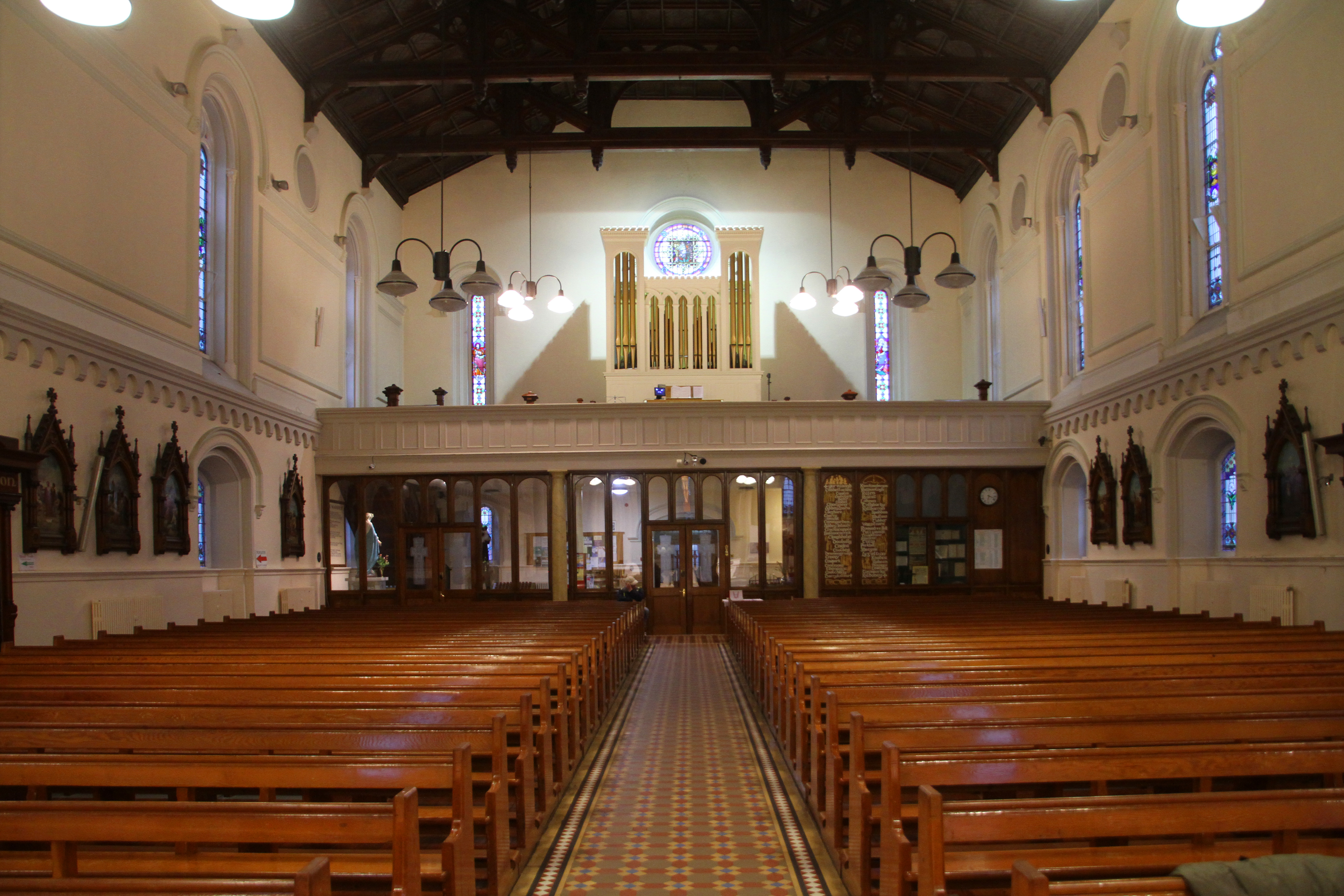
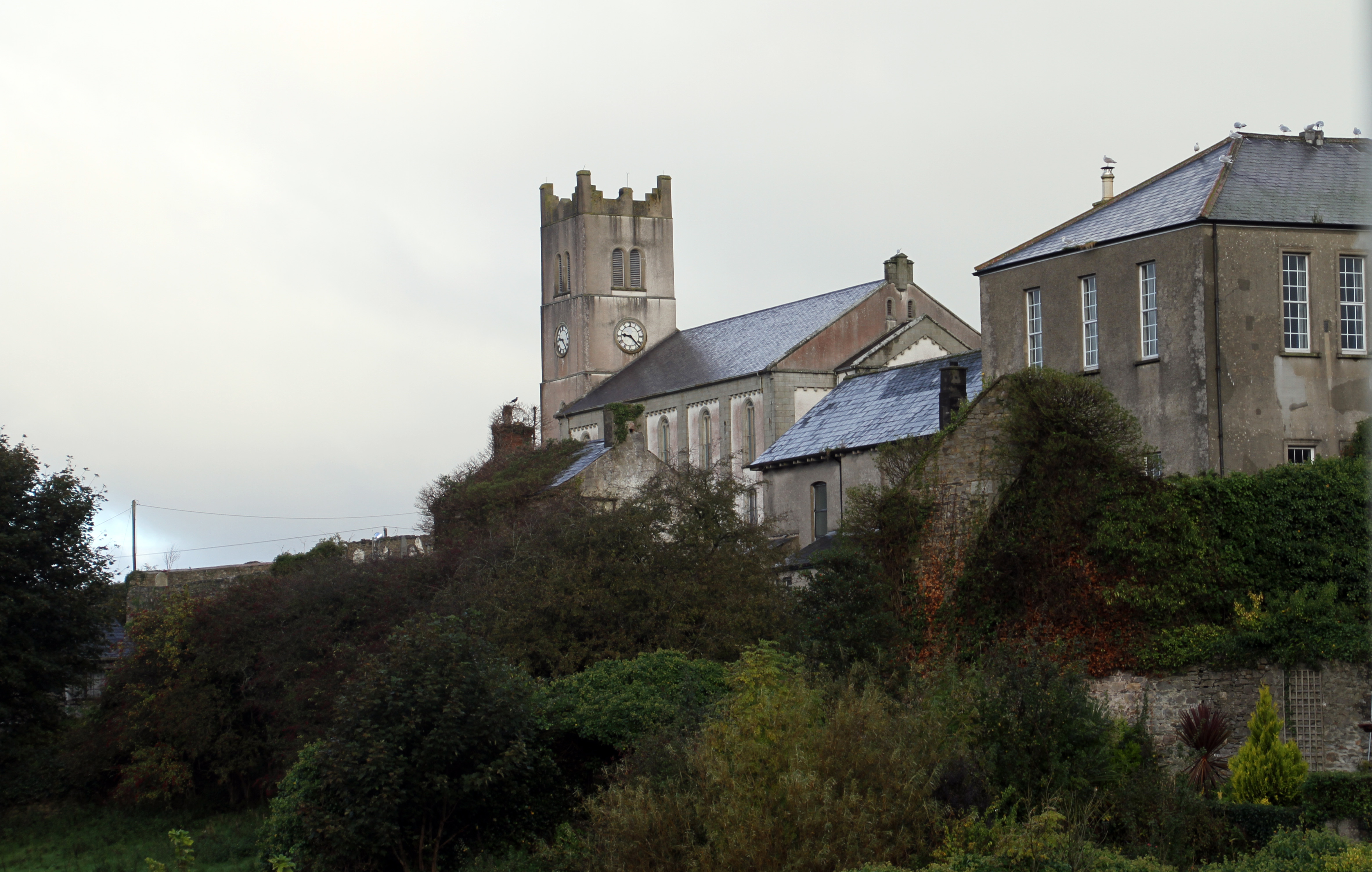